# Estadio municipal de Marinha Grande
El Estadio municipal de Marinha Grande es un estadio de fútbol ubicado en el municipio de Marinha Grande en el distrito de Leiria en Portugal y que actualmente es la sede del AC Marinhense.

## Historia
El estadio fue inaugurado en 1992 con un costo de medio millón de euros y ha sido sede en tres periodos del Uniao Leiria, la primera vez para dos partidos de la Copa Intertoto de la UEFA 1995, luego fue en la temporada 2002/03 cuando lo utilizó mientras el Estádio Dr. Magalhães Pessoa era remodelado.
El tercer periodo fue en 2011–12 donde se iba a mantener por tres años debido al costo del alquiler del Estádio Dr. Magalhães Pessoa luego del descenso del club, pero el acuerdo fue abandonado y el U.D. Leiria se mudaría al Campo da Portela en Santa Catarina da Serra.